# البروتستانتية في الفلبين
وصلت البروتستانتية إلى الفلبين مع الإستيلاء على الجزر من قبل الأمريكيين في مطلع القرن العشرين، وتطورت البروتستانتية في الفلبين بعد الحرب الإسبانية الأمريكية عندما استحوذت الولايات المتحدة على الفلبين من الإسبانية مع معاهدة باريس عام 1898. تحت الحكم الأمريكي، لم تعد الكنيسة الكاثوليكية ديانة الدولة الرسميَّة، وتم السماح بالمزيد من فرص دخول البعثات التبشيرية البروتستانتية للدخول إلى الجزر. بالإضافة إلى ذلك كان هناك رد فعل عنيف ضد الكاثوليك من أصل اسباني وقبول أكبر للبروتستانتية التي يمثلها الأمريكيين، كانت هيمنة الكنيسة الكاثوليكية في جميع جوانب الحياة في البلاد والعداء البروتستانتي المعادي للكاثوليكية من الأسباب البارزة لبدء النشاط التبشيري البروتستانتي. وفي عام 1901 تم تأسيس الاتحاد الإنجيلي في الفلبين لتنسيق الأنشطة بين الطوائف البروتستانتية ووضع الأسس لحركة دينية محلية. أقيمت أول خدمة بروتستانتية في الفلبين يوم الأحد في 28 أغسطس من عام 1898 مع القبطان جورج ستول العضو في الكنيسة الأسقفية الميثودية وقوات الاحتلال الأمريكي. على الرغم من أن واجبه الأساسي كان خدمة الجنود، فقد سجل في مذكراته أن هذه الخدمة الأولى، لم يحضرها رجاله فقط بل حضرها بعض السكان الفلبينيين كذلك.
ظهرت العديد من المنظمات الكنسية المستقلة في السبعينيات ومنتصف الثمانينيات القرن العشرين، واستخدمت هذه الكنائس وسائل الإعلام لنشر المسيحية الإنجيلية في البلاد وإنشاء المزيد من الكنائس غير الطائفية والخمسينية والكاريزمية، ونشأت هذه الكنائس بسرعة والتي تعتبر واحدة من الكنائس البروتستانتية الكبرى في الفلبين. أحد العوامل الرئيسية في تطور البروتستانتية الفلبينيَّة هو التعبير الصريح عن الحرية الدينية الموجود في القسم الخامس من المادة الثالثة تحت اسم «قانون الحقوق» من دستور عام 1987، والذي يفصل بين الكنيسة والدولة. وقد كان المفهوم وصياغته بالإنجليزية موجودًا في كل ميثاق وطني منذ دستور عام 1935 الصادر عن حكومة الكومنولث. وتأسست حركة الشباب الفلبينية في عام 1926 لتعزيز خطوة تطوير الكنيسة البروتستانتية المحليَّة في جميع أنحاء البلاد، وأسس المبشرون البروتستانت العديد من المدارس والجامعات في الفلبين. في الوقت الحاضر يشكل البروتستانت بين 10% إلى 15% من مجمل السكان بمعدل نمو سنوي يبلغ 10% منذ عام 1910، ويشكلون أكبر تجمع مسيحي بعد الكاثوليكية.